# 土屋ホーム東北
株式会社土屋ホーム東北（つちやホームとうほく）は、かつて存在した土屋ホームグループの住宅メーカー。宮城県仙台市に本社を置き、福島県を除く東北地方5県に支店・営業所を置いていた。2014年11月1日に、株式会社土屋ホームに吸収合併された。

## 沿革
- 1991年6月 - 秋田県秋田市に株式会社トップホーム浜田が設立。
- 2001年8月 - 土屋ホームがトップホーム浜田の株式を取得し、子会社とする。
- 2002年11月 - トップホーム浜田から株式会社土屋ホーム秋田に商号変更する。
- 2003年9月 - 株式会社土屋ホーム秋田、株式会社土屋ホーム岩手、株式会社土屋ホーム青森が合併し、株式会社土屋ホーム東北となる。本社を秋田県秋田市に置く。
- 2007年11月 - 土屋ホームより、住宅部門仙台支店、不動産部門流通仙台支店を営業譲渡される。
- 2008年11月 - 本社を宮城県仙台市に移転。
- 2014年11月 - 株式会社土屋ホームに吸収合併され解散。

## 本社・支店・営業所
- 宮城県
  - 本社・不動産管理室/仙台市若林区卸町2-1-4 イマス卸町イーストンビル7階
  - 仙台支店/仙台市若林区卸町2-1-4 イマス卸町イーストンビル3階
- 青森県
  - 青森支店/青森市妙見2-3-20
  - 八戸支店/八戸市八戸市南類家2-27-18
  - 弘前支店/弘前市田園3-1-9
- 岩手県
  - 盛岡支店/盛岡市西仙北1-35-48
  - 北上支店/北上市北鬼柳21-114-1 IBCハウジングメッセ北上モデル内
- 秋田県
  - 秋田支店・大曲営業所/秋田市御所野地蔵田2-2-9
- 山形県
  - 山形支店/山形市寿町11-15 ダイヤ48寿町2階